# Нікополь (фема)
Фема Нікополь (грец. θέμα Νικοπόλεως) — військово-адміністративна одиниця Візантійської імперії (фема), яка розташовувалась в Південному Епірі та Середній Греції (сучасні Албанія і Греція). Отримала назву за містом Нікополь. Утворено наприкінці 880-х років. Припинила існування 1204 року внаслідок розпаду Візантії.

## Історія
З часів пізньої Римської імперії область навколо Нікополя перебувала у складі провінції Старий Епір. За часів Східної Римської імперії ці землі зазнали нападів вестготів, остготів, аварів. У VII ст. сюди вдерлися слов'янські племена, які до початку VIII ст. майже повністю підкорити й заселили ці місця. З кінця того ж століття почався візантійський наступ на слов'ян, що тривав до IX ст. У 843 році імператор Феофіл утворив турму Нікополь, що перебувала у складі феми Пелопоннес. Згодом турма Нікополь перебувала у складі феми Кефалонія.
Подальший успішний наступ на слов'янські племена, їх підкорення, перетворення на архонтії дав змогу імператорові Леву VI у 880-х роках розширити межі турми Нікополь, яку було перетворено на самостійну фему.
На фему було покладено захист балканського узбережжя. Також являла собою опорні пункти у війні з Болгарським царством. У 930 році внаслідок поразок візантійців фема Нікополь була тимчасово захоплено болгарськими військами. У 986 році болгари знову зайняли значну частину феми, але після поразки від візантійців у 986 році вимушені були її залишити. До 1000 року було повністю усунуто загрозу з боку Болгарії.
Встановлення миру на балканах призвело до розквіту економіки феми, чому сприяло вигідне географічне розташування. Найбільше піднесення відбувалося у портових містах. після припинення Македонської династії посилюється податкове навантаження, що призвело до невдоволення населення, яке приєдналося до повстання у 1040 році на чолі із Петром Деляном.
У 1081—1183 роках фема разом з фемою Діррахій стало місцем боротьби італійських норманів з Візантією. В результаті чого міста Арта і Яніна зазнали значних руйнувань. В подальшому за династії Комнінів відбувається відродження економіки й нове піднесення феми.
У 1204 році після захоплення учасниками Четвертого хрестового походу Константинополя відбувся розпад Візантії. Фему за домовленість спробувала захопити Візантія, але цьому завадила місцева знать, що підтримала Михайлу Комніна Дука. Останній на основі колишньої фему утворив державу Епірський деспотат.

## Адміністрація
Територія охоплювала старовинні області Епіру, Етолії, Акарнанії, Амбракії на узбережжі Іонічного моря та Коринфської затоки: від міста Навпакт до Бутротуму. Тривалий час центром було місто Нікополь, з часів імператора Василя II — Навпакт, за часів Комнінів — Арта.
На чолі стояв стратег, що отримував щорічну платню у 12 лібрів золота. Йому підпорядковувалося 1 тис. вояків. Також у порту Навпакту розташовувався флот.